# 스타 트렉 5: 최후의 결전
《스타 트렉 5: 최후의 결전》(영어: Star Trek V: The Final Frontier)는 1989년에 개봉한 스타트렉의 다섯 번째 극장판 영화이다.

## 출연

### 주연
- 윌리암 샤트너
- 레너드 니모이
- 드포레스트 켈리

### 조연
- 제임스 두한
- 워터 코에닉
- 니셸 니콜스
- 조지 타케이
- 데이비드 워너
- 로렌스 러킨빌

## 기타
- 공동제작: 멜 에프로스
- 협력프로듀서: 브룩 브리튼
- 미술: 허먼 F. 짐머맨
- 의상: 닐로 로디스 자메로